# Eucalyptus preissiana
Eucalyptus preissiana är en myrtenväxtart som beskrevs av Johannes Conrad Schauer. Eucalyptus preissiana ingår i släktet Eucalyptus och familjen myrtenväxter. Inga underarter finns listade i Catalogue of Life.

## Bildgalleri

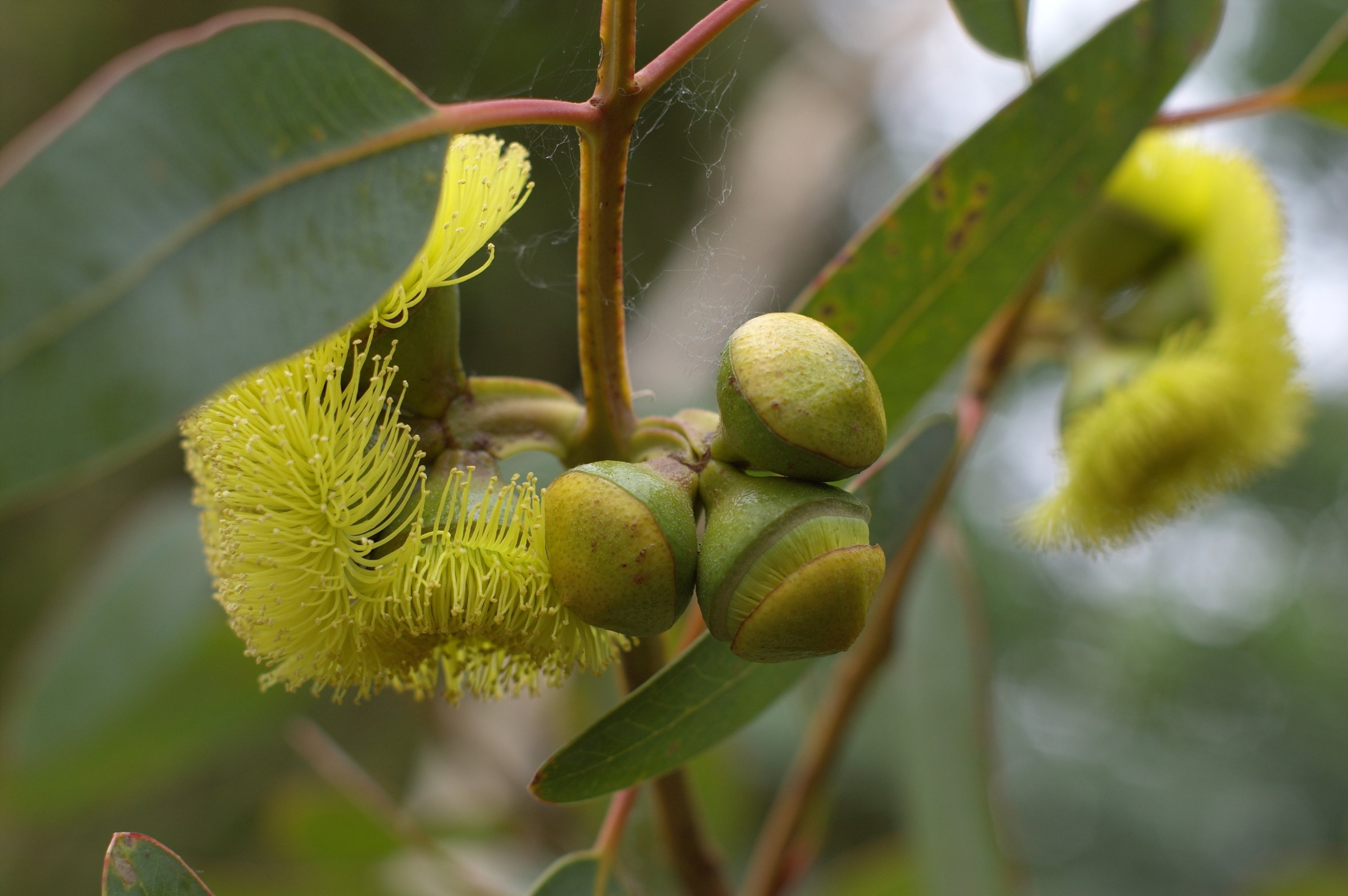
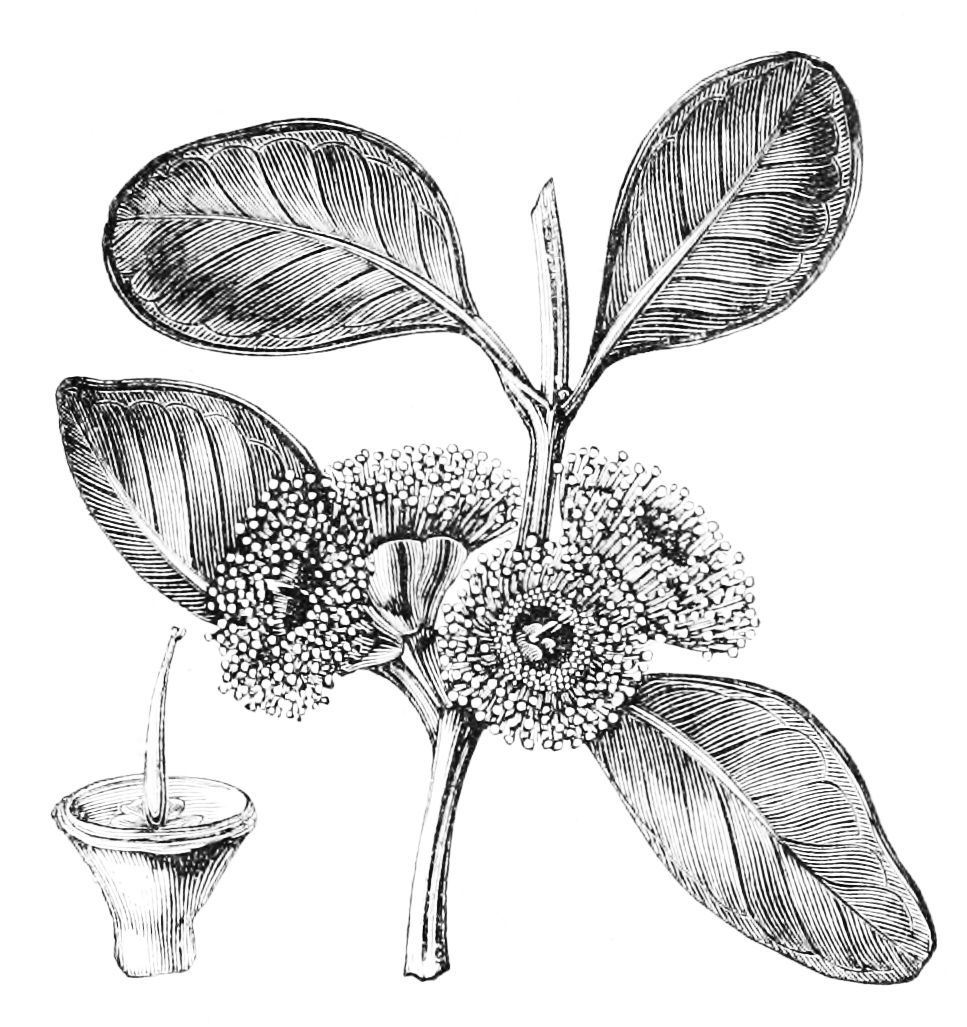